# Chích đầm lầy nhỏ

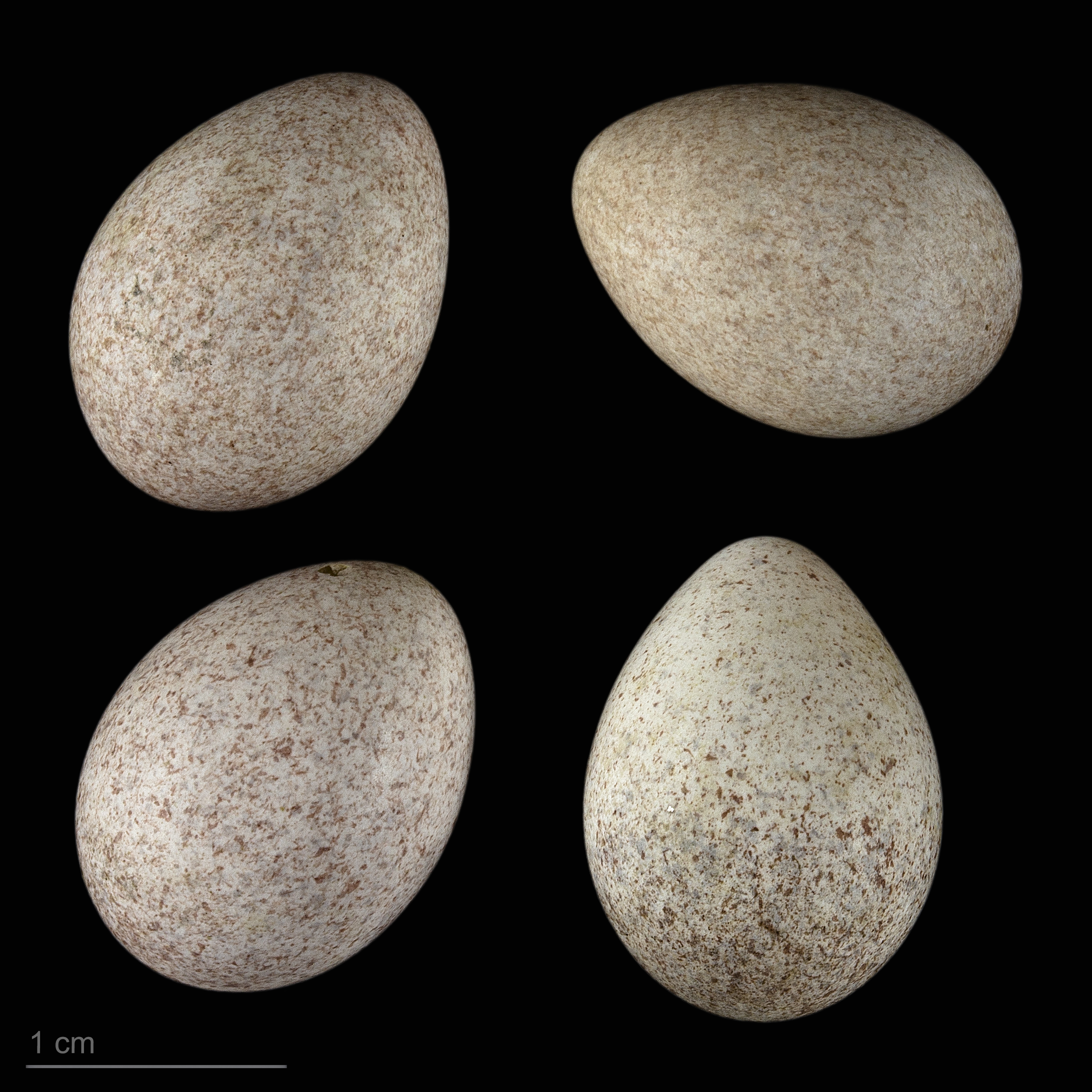
Locustella lanceolata

Locustella lanceolata là một loài chim trong họ Locustellidae.